# Josef Handler
Josef Handler (* 4. Mai 1927 in Eisenstadt) ist ein ehemaliger österreichischer Politiker (SPÖ). Handler war von 1964 bis 1975 Abgeordneter zum Burgenländischen Landtag. Handler ist verheiratet. 
Handler wurde als Sohn des Kutschers und späteren LKW-Fahrers Johann Handler aus Eisenstadt geboren und besuchte zunächst die Volksschule. Danach war er drei Klassen an der kaufmännischen Wirtschaftsschule Eisenstadt und in der Folge als kaufmännischer Angestellter beschäftigt. Von 1944 bis 1945 diente er in der deutschen Wehrmacht und geriet in französische Kriegsgefangenschaft.
Handler studierte von 1954 bis 1955 an der Sozialakademie in Wien und war Landesleiter der Sozialistischen Jugend. Er arbeitete von 1954 bis 1955 als Angestellter des ÖGB und war von 1965 bis 1964 Sekretär der Arbeiterkammer Burgenland sowie Leiter des Schulungs- und Bildungsreferats. Lokalpolitisch war Handler ab 1955 als Gemeinderat und ab 1963 als Stadtrat in Eisenstadt aktiv. Er schrieb zudem von 1966 bis 1975 in der Burgenländischen Freiheit.
Handler war zwischen dem 26. Mai 1964 und dem 27. Jänner 1975 Abgeordneter der SPÖ im Burgenländischen Landtag und musste danach krankheitsbedingt in Pension gehen. 